# تصرف ایروان (۱۸۰۸)
محاصره ایروان در سال ۱۸۰۸، در جریان جنگ ایران و روسیه (۱۸۱۳–۱۸۰۴) صورت گرفت. مانند سال ۱۸۰۴، ایرانیان با موفقیت از این شهر دفاع و روس‌ها را وادار به عقب‌نشینی کردند.
ارتش روسیه که در اواخر فصل آماده نبرد شد و راهبرد جنگی خوبی نداشت، پس از محاصره شش هفته‌ای قلعه ایروان شکست خورد. ارتش روسیه ۳۰۰۰ زخمی و نزدیک ۱۰۰۰ کشته متحمل شده بود.
الکساندر یکم به شدت ناراضی بود. هنگامی که او خبر شکست گودوویچ را شنید، او اعزام خود را «احمق» نامگذاری کرد و بدون هیچ گونه دلسوزی، وی را به بازنشستگی فرستاد.

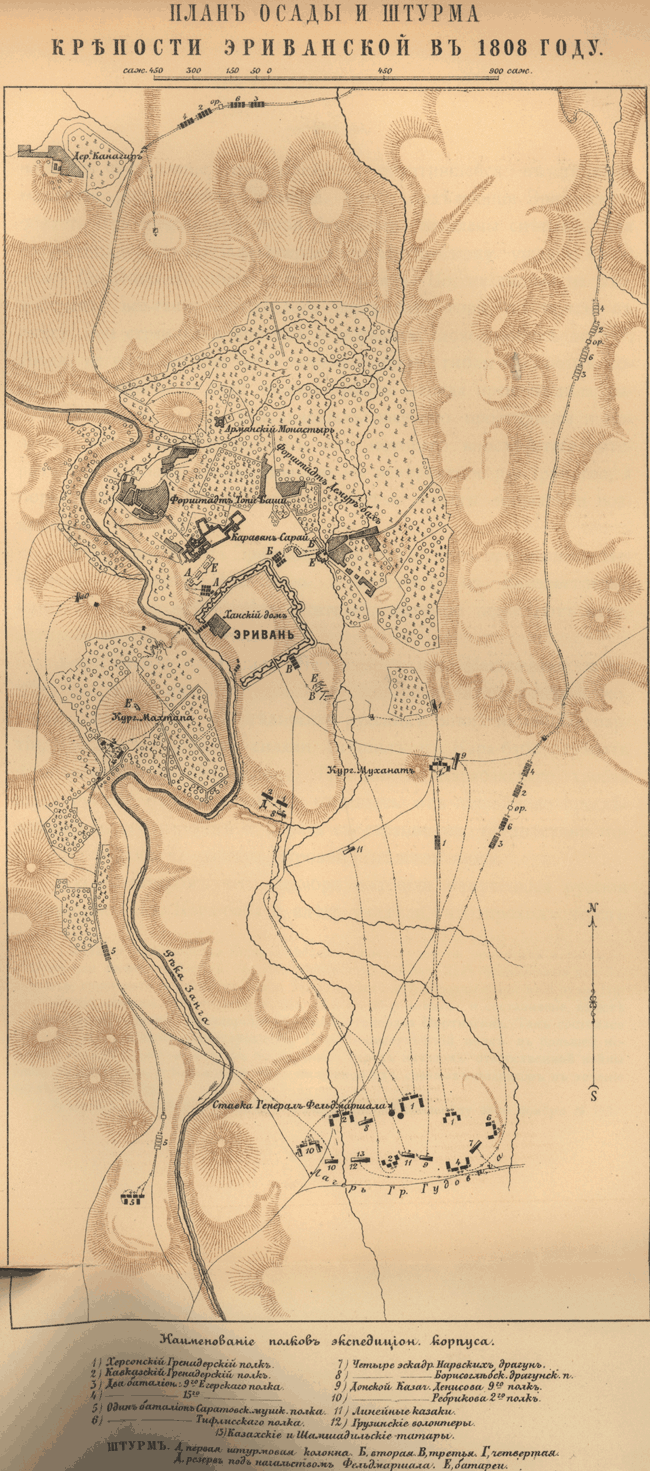
نمایی از طرح‌ونقشهٔ محاصره اريوان در ۱۸۰۸

## خوانش بیش‌تر
- Bournoutian, George A. (1992). The Khanate of Erevan Under Qajar Rule: 1795-1828. Mazda Publishers. pp. 17–18. ISBN 978-0939214181.